# Incisa Scapaccino
Incisa Scapaccino là một đô thị ở tỉnh Asti vùng Piedmont thuộc Ý, nằm ở vị trí cách khoảng 60 km về phía đông nam của Torino và khoảng 15 km về phía đông nam của Asti. Tại thời điểm ngày 31 tháng 12 năm 2004, đô thị này có dân số 2.112 người và diện tích là 20,9 km².
Incisa Scapaccino giáp các đô thị: Bergamasco, Castelnuovo Belbo, Cortiglione, Masio, Nizza Monferrato, Oviglio và Vaglio Serra.